# Hunedoara (župa)
Hunedoara je župa v Rumunsku o rozloze 7 063 km². Leží na jihozápadě historického Sedmihradska, zhruba odpovídá někdejší uherské Huňadské župě (Hunyad). Jejím hlavním městem je Deva.

## Charakter župy
Hunedoara hraničí s župou Alba na východě, župami Arad, Timiș a Caraș-Severin na západě a Gorj na jihu. Má severojižní, protáhlý tvar. Na jihu jejího území vystupují až do výše 2 500 m Karpaty, směrem k severu nadmořská výška klesá, stále se ale jedná o vrchovinu. Největší a nejvýznamnější řekou, která tudy protéká, je Mureș, tekoucí ze středu Sedmihradska do jižního Maďarska. Na ní se nachází i hlavní město Deva. Většina obyvatel jsou Rumuni, přestože tu existuje i 5% maďarská a 2% menšina Romů; celkem zde žije 536 000 lidí. Na jihu, v Karpatech, je hornická oblast, velká část dolů však byla po roce 1990 uzavřena. Železniční síť je tu poměrně rozvinutá, spojuje hornické oblasti s průmyslovými, silniční je ovšem již slabší.

## Zajímavosti
Tato oblast je významná z vědeckého hlediska, protože na jejím území (v rámci tzv. ostrova Hațeg) se nacházejí sedimenty pozdně křídového stáří. V těchto vrstvách bylo objeveno množství druhohorních živočichů, například obří ptakoještěr Hatzegopteryx, nebo dinosauři rodů Telmatosaurus, Balaur, Magyarosaurus a mnozí další.

## Významná města
- Deva (hlavní)
- Hunedoara
- Brad
- Lupeni
- Orăștie
- Petroșani
- Vulcan